# Acolastus calcaratus
Acolastus calcaratus es un insecto coleóptero de la familia Chrysomelidae.
Fue descrita científicamente por primera vez en 2001 por Schoeller.